# Rene Pauritsch
Rene Pauritsch, né le 4 février 1964, est un footballeur autrichien reconverti comme entraîneur. 